# Comté de Moore (Texas)
Pour les articles homonymes, voir Comté de Moore.
Le comté de Moore, en anglais : Moore County, est un comté situé dans le nord de l'État du Texas aux États-Unis. Fondé le 19 novembre 1876, son siège de comté est la ville de Dumas. Selon le recensement des États-Unis de 2020, sa population est de 21 358 habitants. Le comté a une superficie de 2 356 km2, dont 2 330 km2 en surfaces terrestres. Il est nommé en l'honneur de Edwin Ward Moore, le commandant de la marine nationale de la république du Texas. 

## Comtés adjacents
| Comté de Dallam | Comté de Sherman | Comté d'Hansford   |
| Comté d'Hartley | comté de Moore   | Comté d'Hutchinson |
| Comté d'Oldham  | Comté de Potter  | Comté de Carson    |

## Démographie
Lors du recensement de 2010, le comté comptait une population de 21 904 habitants. Elle est estimée, en 2017, à 22 097 habitants.

Pyramide des âges du comté de Moore (Texas) (2000).